# Heddy Honigmann
Heddy Honigmann (Lima, 1º ottobre 1951 – Amsterdam, 21 maggio 2022) è stata una regista peruviana naturalizzata olandese autrice di numerosi documentari in lingua olandese, nonché di alcuni in altre lingue.

## Biografia
Di origini ebraiche, era figlia dell'attrice polacca Sarah Pach Miller e dell'artista austriaco Witold Honigmann Weiss. Sposò il regista e produttore cinematografico Frans van de Staak, con il quale ebbe un figlio.
Sofferente di cancro e di sclerosi multipla, morì all'età di 70 anni.

## Filmografia (parziale)
- De deur van het huis (1985)
- Hersenschimmen is (1988)
- Metaal en melancholie (1994)
- Tot ziens (1995)
- O Amor Natural (1996)
- De juiste maat (1998)
- Crazy - documentario (1999)
- 26.000 gezichten (2005)
- Forever - documentario (2006)
- El Olvido (2008)
- No hay camino (2021)

## Riconoscimenti
- Golden Calf - miglior documentario lungo per Crazy (2000)
- Golden Calf - miglior documentario lungo per Forever (2006)
- Miglior regista internazionale per al Documentary Edge Festival per El Olvido (2009)
- ShortCutz Amsterdam (2017)